# Filippo Lopez y Royo
Filippo Lopez y Royo (Monteroni di Lecce, 26 maggio 1728 – Napoli, 1º maggio 1811) fu vescovo di Nola, arcivescovo di Palermo e Monreale e viceré di Sicilia (1795-1798).

## Biografia
Figlio cadetto del duca di Taurisano, studiò presso i teatini di Lecce: completò la sua formazione presso la casa di San Paolo Maggiore a Napoli, dove fece pure il noviziato e professò come chierico teatino. Fu ordinato sacerdote a Castellammare di Stabia nel 1752.
Fu docente presso numerosi seminari e collegi e fu procuratore generale del suo ordine.
Nel 1768 fu eletto vescovo di Nola e fu consacrato a Roma dal cardinale Giovanni Francesco Stoppani: indisse alcuni sinodi per riportare il clero diocesano sotto l'autorità episcopale e curò il restauro materiale e culturale del seminario diocesano, chiamandovi ad insegnare il suo concittadino Ignazio Falconieri.
Per volere di Ferdinando IV nel 1793 si trasferì in Sicilia come  arcivescovo di Palermo e Monreale: la nomina fu approvata da papa Pio VI che concesse a Lopez y Royo il diritto di indossare il pallio. Nel 1794 divenne presidente del Regno di Sicilia e capitano generale.
Dopo la morte improvvisa del viceré Francesco d'Aquino, principe di Caramanico (gennaio 1795), l'arcivescovo fu nominato di viceré di Sicilia. I principali obiettivi del suo governo furono quelli di evitare il formarsi in Sicilia di un partito filofrancese e di rafforzare i poteri dell'aristocrazia per riavvicinarla alla Corona.
Suo grande avversario fu Francesco Paolo Di Blasi, il quale, vicino alle idee d'uguaglianza promulgate dalla Rivoluzione francese, organizzò una congiura, verosimilmente mirata alla cattura del viceré e all'instaurazione di una repubblica siciliana. Di Blasi fu tradito da uno dei cospiratori, arrestato, torturato e decapitato.
Nel 1798 giunse a Palermo il nuovo viceré, Tommaso Firrao e Lopez y Royo, pur conservando la carica di arcivescovo di Palermo e Monreale fino al 1801, tornò a Napoli, dove nel 1799 cercò invano di salvare la vita al suo protetto Ignazio Falconieri.
Dopo di lui le due arcidiocesi di Palermo e Monreale vennero nuovamente divise tra due diversi arcivescovi.

## Genealogia episcopale
La genealogia episcopale è:
- Cardinale Scipione Rebiba
- Cardinale Giulio Antonio Santori
- Cardinale Girolamo Bernerio, O.P.
- Arcivescovo Galeazzo Sanvitale
- Cardinale Ludovico Ludovisi
- Cardinale Luigi Caetani
- Cardinale Ulderico Carpegna
- Cardinale Paluzzo Paluzzi Altieri degli Albertoni
- Cardinale Gaspare Carpegna
- Cardinale Fabrizio Paolucci
- Cardinale Giorgio Spinola
- Cardinale Giovanni Francesco Stoppani
- Arcivescovo Filippo Lopez y Royo, C.R.